# Curitiba brunni
Curitiba brunni är en skalbaggsart som först beskrevs av Auguste Lameere 1903.  Curitiba brunni ingår i släktet Curitiba och familjen långhorningar.
Artens utbredningsområde är Paraguay. Inga underarter finns listade i Catalogue of Life.